# إدوارد إيفانز (سياسي)
إدوارد إيفانز (بالإنجليزية: Edward Evans)‏ هو سياسي بريطاني (وحمل سابقاً جنسية المملكة المتحدة لبريطانيا العظمى وأيرلندا)، ولد في 11 يناير 1883، وتوفي في 30 مارس 1960. حزبياً، نشط في حزب العمال.

## مناصب
- في الانتخابات العامة في المملكة المتحدة 1945 [الإنجليزية]‏، انتخب عضو برلمان المملكة المتحدة الـ38 عن دائرة Lowestoft ‏ (5 يوليو 1945 – 3 فبراير 1950).
- في الانتخابات العامة في المملكة المتحدة 1950 [الإنجليزية]‏، انتخب عضو برلمان المملكة المتحدة الـ39 عن دائرة Lowestoft ‏ (23 فبراير 1950 – 5 أكتوبر 1951).
- في الانتخابات العامة في المملكة المتحدة 1951 [الإنجليزية]‏، انتخب عضو برلمان المملكة المتحدة الـ40 عن دائرة Lowestoft ‏ (25 أكتوبر 1951 – 6 مايو 1955).
- في الانتخابات العامة في المملكة المتحدة 1955 [الإنجليزية]‏، انتخب عضو البرلمان الحادي والأربعين للمملكة المتحدة ‏ عن دائرة Lowestoft ‏ (26 مايو 1955 – 18 سبتمبر 1959).